# Kommandierender Admiral französische Südküste
Die Dienststelle Kommandierender Admiral französische Südküste war eine Kommandobehörde der deutschen Kriegsmarine im Zweiten Weltkrieg, die von September 1943 bis August 1944 bestanden hat. Sitz des Hauptquartiers war Aix-en-Provence. Sie unterstand dem Marinegruppenkommando West in Paris.

## Geschichte
Nach der Besetzung des unter der Regierung des Vichy-Regimes stehenden südlichen Frankreichs durch Deutschland und Italien im November 1942 übernahm zunächst die italienische Marine die militärische Verantwortung für die südfranzösische Rivieraküste. Lediglich Toulon stand unter deutscher Besatzung. Dort wurde zunächst die Dienststelle des Seekommandanten Toulon (Seekommandant Kapitän zur See Rolf Gumprich, anschließend Seekommandant der Bretagne) und ab Dezember 1942 die des Chefs des Deutschen Marinekommandos Toulon eingerichtet. Das Deutschen Marinekommandos Toulon wurde von Konteradmiral Werner Scheer geführt, der zugleich das Marinearsenal Toulon leitete. Es bestand bis September 1943.
Parallel dazu wurde im November 1942 der Stab des Seekommandanten Loire-Gironde unter Kapitän zur See Adalbert Zuckschwerdt von Saint-Nazaire nach Montpellier verlegt. Er erhielt die neue Bezeichnung Seekommandant Languedoc. Im Juni 1943 wurde er vorübergehend als Admiral der französischen Südküste eingesetzt. Nachdem Italien mit dem Waffenstillstand von Cassibile aus dem Bündnis mit Deutschland ausgeschieden war, richtete die Kriegsmarine im September 1943 den Kommandierenden Admiral französische Südküste ein, der für die seeseitige Sicherung dieser Küste verantwortlich war.
Im Zuge des deutschen Rückzugs aus Frankreich nach der alliierten Landung in der Normandie wurde die Dienststelle im September 1944 aufgelöst.

## Befehlshaber
- Konteradmiral/Vizeadmiral Paul Wever: von der Aufstellung bis August 1944 (†)
- Vizeadmiral Ernst Scheurlen: von August 1944 bis zur Auflösung, späterer Küstenbefehlshaber Deutsche Bucht

## Chefs des Stabes
- Kapitän zur See Axel von Bleßingh: von der Aufstellung bis Mai 1944
- Kapitän zur See Richard Leffler: von Juni 1944 bis zur Auflösung

## Unterstellte Dienststellen
Dem Kommandierenden Admiral französische Südküste wurden die beiden Seekommandanturen Languedoc und Französische Riviera unterstellt. Dabei wurde die Grenze der beiden Kommandanturen im Januar 1944 angepasst, wobei der Bereich Marseille zur Kommandantur französische Riviera kam. Außerdem unterstand ihm ab Juni 1944 die 6. Sicherungsflottille.

### Seekommandant Languedoc

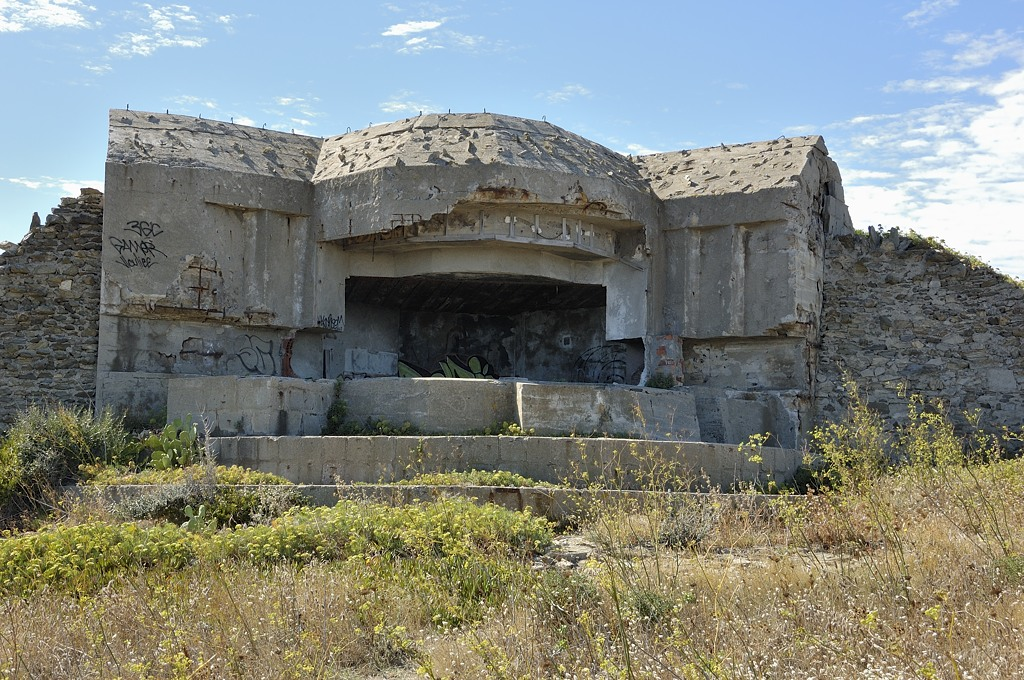
Bunker der Batterie Karine, Port-Vendres

Die Seekommandantur Languedoc wurde im November 1942 aufgestellt. Das Hauptquartier befand sich in Montpellier. Als Kommandanten der Seeverteidigung Languedoc waren eingesetzt:
- November 1942 – April 1944 Kapitän zur See/Konteradmiral Adalbert Zuckschwerdt, von Juni bis September 1943 unter der Bezeichnung Admiral der französischen Südküste
- April – September 1944 Konteradmiral Erich Schulte Mönting

Der Seekommandantur waren in der letzten Gliederung ab Januar 1944 folgende Kräfte unterstellt:
- Hafenschutzflottille Languedoc
- Hafenkommandant Port-Vendres
- Hafenkommandant Sète
- Hafenkapitän Port-de-Bouc
- Marineartillerieabteilung 610 (Sète)
- Marineartillerieabteilung 615 (Port-Vendres)
- Marineartillerieabteilung 625 (Port de Bouc) ab Januar 1944
- 26. Marinekraftfahrabteilung (Montpellier)
- Marineartilleriearsenal Sète

### Seekommandant französische Riviera

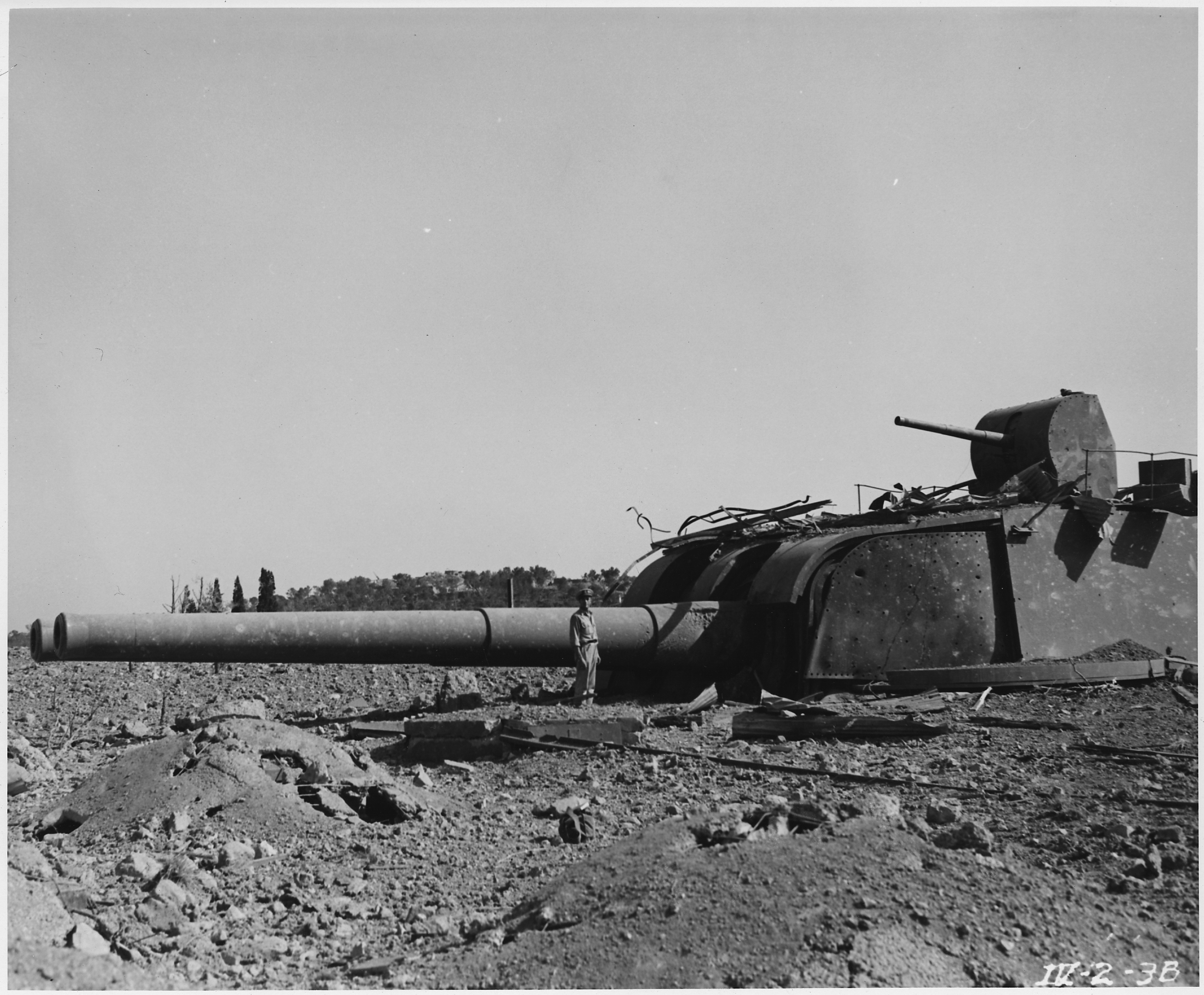
Zerstörtes 34-cm-Geschütz einer Küstenbatterie in Saint-Mandrier-sur-Mer bei Toulon

Die Seekommandantur französische Riviera wurde im September 1943 aufgestellt. Das Hauptquartier befand sich in La Valette-du-Var bei Toulon. Als Kommandant der Seeverteidigung französische Riviera waren eingesetzt:
- September 1943 – April 1944 Kapitän zur See Karl von Montigny
- April – September 1944 Konteradmiral Heinrich Ruhfus

Der Seekommandantur waren folgende Kräfte unterstellt:
- Hafenschutzflottille Französische Riviera
- Hafenkommandant Marseille
- Hafenkommandant La Ciotat
- Hafenkommandant Toulon
- Hafenkapitän Saint Tropez
- Hafenkapitän Cannes
- Hafenkommandant Nizza
- Marineartillerieabteilung 611 (Marseille)
- Marineartillerieabteilung 627 (Port Hyères) ab Februar 1944
- Marineartillerieabteilung 682 (Toulon) Nur August – Oktober 1943
- Leichte Marineartillerieabteilung 687 (Toulon) bis Januar 1944
- Marineflakabteilung 819 (Toulon)
- 3. Marinenebelabteilung (Toulon)
- 28. Marinekraftfahrabteilung (Toulon)
- Marineartilleriearsenal Toulon

Am 15. August 1944 begann die Operation Anvil Dragoon, die alliierte Landung in der Provence östlich von Toulon. Am 27. August 1944 kapitulierte Admiral Ruhfus in Toulon vor den alliierten Streitkräften.

### 6. Sicherungsflottille und Rhone-Flottille

#### Flottillengeschichte
Die 6. Sicherungsflottille ging im Dezember 1942 aus der Hafenschutzflottille Süd hervor und unterstand zunächst dem Befehlshaber der Sicherung West. Im Juni 1944 wechselte sie unter den Kommandierenden Admiral französische Südküste. Pläne, die Flottille zur 6. Sicherungsdivision zu erweitern, wurden wegen der Lageentwicklung aufgegeben. Die Flottille bestand aus einer größeren Zahl von Minensuchbooten und U-Jagd-Booten. Sie wurde von einem Offizier im Dienstgrad Korvettenkapitän geführt. Im August 1944 wurde sie aufgelöst. Im Kriegstagebuch der Seekriegsleitung wird für den 20. August 1944 angegeben:

„Alle für die Rhone geeigneten Fahrzeuge der 6. Sich.Fl. laufen über Port de Bouc in den Fluß ein und bilden die Rhone-Flottille unter Führung Chefs 6. Sich.Flottille.“

Im Dezember 1944 wurde aus der 1. Unterseebootsjagdflottille eine 6. Sicherungsflottille neu aufgestellt. Die Unterstellung erfolgte unter die 9. Sicherungs-Division und truppendienstlich unter den Befehlshaber der Sicherung der Ostsee.

#### Flottillenchefs
- Korvettenkapitän Walter Josephi: von Dezember 1942 bis März 1943
- Korvettenkapitän Hermann Polenz: von März 1943 bis August 1944

## Weitere Dienststellen
Folgende nicht dem Kommandierenden Admiral französische Südküste unterstehenden Dienststellen der Kriegsmarine waren in seinem Kommandobereich ansässig:
- Seetransportchef Marseille (November 1942 – Mai 1943)
- Kriegsmarinedienststelle Marseille (Mai 1943 – Juli 1944)

Beide nacheinander existierenden Dienststellen wurden von Konteradmiral Heinz-Eduard Menche geleitet, der bis Mai 1943 gleichzeitig Chef der Kriegsmarinedienststelle Bordeaux war. Die Kriegsmarinedienststelle unterstand truppendienstlich dem Befehlshaber der Sicherung West, fachlich dem Oberkommando der Marine, Seekriegsleitung Abteilung Qu A VI (Schiffahrtsabteilung).